# Moco (náutica)
En náutica, el Moco, de las embarcaciones de vela, eran uno o dos pedazos largos de palo o de hierro hechos firmes verticalmente por su extremo superior en el tamborete del bauprés, aunque formando entre sí algún ángulo, y por cuyo extremo inferior pasaban unas cuerdas llamadas vientos (Ing. Martingale) que sujetaban los botalones de foque y de petifoque. (fr. Martingale; ing. Dophin striker, Martingale boom; it. Moccio).

## Descripción
En los buques que traían uno solo, se adaptaba al bauprés por medio de una boca de cangrejo y por tanto se llamaba Moco de cangrejo.
La longitud del Moco era, normalmente, la mitad de la longitud de una verga de spritsail o cuando se utilizaban spreaders, la longitud misma de un spreader.

## Historia
Alrededor de 1813, algunas embarcaciones de vela experimentaron con Mocos Dobles, estos tenían dos mocos apuntando hacia abajo, formando una "V" invertida a la mitad del bauprés. Por ello se utilizaba con frecuencia en plural: Mocos. Comoquiera, la práctica duro poco, ya que no parece que dio beneficio adicional alguno.